# Rossella Milone
Rossella Milone (Pompei, 1979) è una scrittrice italiana.

## Biografia
Per Einaudi ha pubblicato La memoria dei vivi (2008), Poche parole, moltissime cose (2013) e Cattiva (2018). Per Laterza ha pubblicato Nella pancia, sulla schiena, tra le mani (2011) e per Avagliano Prendetevi cura delle bambine (2007). Nel 2023 esce Gli analfabeti, edito da Industria&Letteratura, risultato libro del mese di Fharenheit e classificato terzo nelle classifiche di qualità de L'Indiscreto. Per le edizioni minimum fax nel 2015 è uscito il libro composto da sei racconti Il silenzio del lottatore che ha raccolto un largo consenso di critiche. 
Un suo racconto è contenuto nell'antologia L'età della febbre (Minimum fax, 2015) che raccoglie alcune delle voci più interessanti della narrativa contemporanea. 
Collabora con L'Espresso, con l'inserto culturale de La Stampa TuttoLibri e Donna Moderna. Ha collaborato con Internazionale, Il Mattino, L'indice dei libri del mese, Il Fatto Quotidiano.
Ha fondato e coordina il progetto Cattedrale, l'osservatorio sul racconto che monitora, promuove e sostiene la forma del racconto letterario. 
Nel 2020 il libro Cattiva è stato finalista al Premio Volponi. Nel 2010 ha vinto il premio Ceppo Pistoia per la narrativa breve con La memoria dei vivi, il Premio Italo Calvino XVIII ed.(menzione) con Prendetevi cura delle bambine e il premio Giurulà 2010 per la drammaturgia. Poche parole, moltissime cose è risultato finalista al Premio Viadana 2014 e al Premio Fiesole 2013.
Vive e lavora a Roma.

## Opere
- Prendetevi cura delle bambine. Avagliano, 2007.
- La memoria dei vivi. Einaudi, 2008.
- Nella pancia, sulla schiena, tra le mani. Laterza, 2011.
- Poche parole, moltissime cose. Einaudi, 2013.
- Il silenzio del lottatore. minimum fax, 2015
- Cattiva. Einaudi, 2018
- Gli analfabeti. Industria&Letteratura, 2023

### Racconti autonomi
- Tubature, in Le ferite, Einaudi 2020
- Minuteria, in Una verità universalmente riconosciuta, scrittrici per Jane Austen, Astoria, 2018
- Un posto nel mondo, in L'età della febbre, minimum fax, 2015
- Anime in pena, in Fuoco sulla città, Ad est dell'equatore 2013
- Non lo so, in M'AMA? Il Poligrafo 2008
- Ripartire dai segni, in Le parole dei luoghi, Marlin